# Oud-Alblas

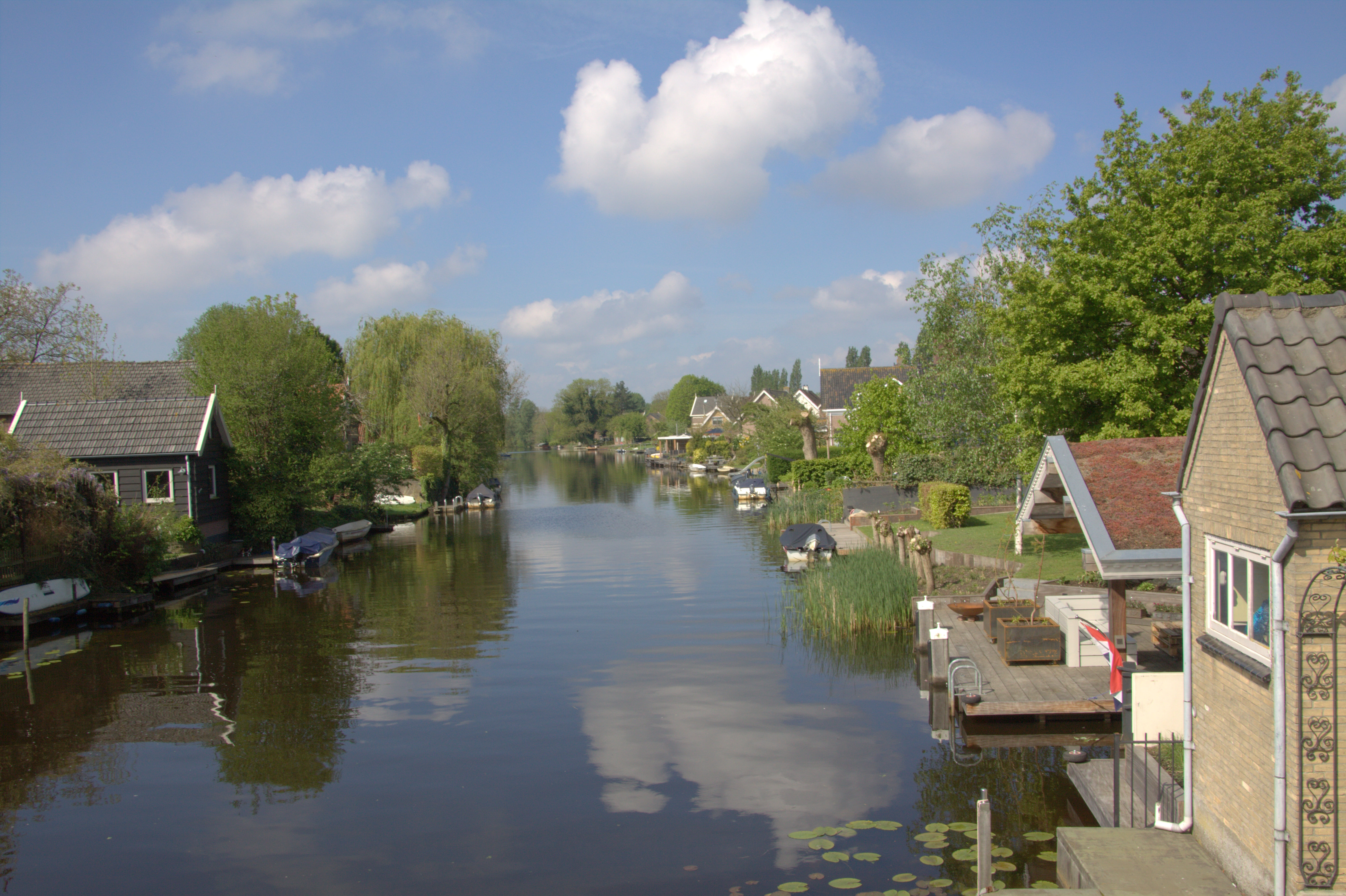
Der Fluss Alblas in Oud-Alblas

Oud-Alblas ist ein Ort in der Provinz Zuid-Holland in den Niederlanden. Der Ort hat etwa 2325 Einwohner auf einer Fläche von etwa 13 km². Er liegt am Fluss Alblas und ist eines der ältesten Dörfer des Alblasserwaards.
Oud-Alblas gehört seit der kommunalen Neugliederung 2019 zur Gemeinde Molenlanden. Von 2013 bis 2019 gehörte es zur Gemeinde Molenwaard; davor war es seit 1986 Teil von Graafstroom.

## Söhne und Töchter
- Gerard Marius Kam (1836–1922), Heimatforscher, Sammler und Museumsgründer
- Corien Wortmann (* 1959), Managerin und Politikerin